# Cercle des nageurs de Melun Val de Seine
Anciennement Cercle des nageurs de Melun, puis Cercle des nageurs de Melun-Dammarie, le Cercle des nageurs de Melun Val de Seine est un club de natation basé à Melun en Seine-et-Marne.
Son entraîneur principal, Philippe Lucas, y obtient des résultats probants avec plusieurs nageurs. Citons ici Julia Reggiany (sélectionnée aux Jeux olympiques de 1992), Nadège Cliton (sélectionnée aux Jeux olympiques de 1996) et David Abrard (sélectionné aux Jeux olympiques de 1996). Laure Manaudou, qui devient la première championne olympique française de l'histoire aux Jeux olympiques de 2004, et plus récemment Esther Baron, championne d'Europe du 200 mètres dos 2006 et Sarah Bey (sélectionnée aux Championnats d'Europe 2006) sont alors licenciées dans ce club.
Le 12 août 2006, Philippe Lucas annonce son départ du club avec Laure Manaudou et tout son groupe d'entraînement pour rejoindre celui de Canet-en-Roussillon (Canet 66 natation).
À la rentrée de septembre 2012, le club reprend de l'ambition avec l'arrivée d'Hervé Piquée en qualité de Directeur Technique. Un partenariat avec le lycée Léonard de Vinci est signé afin que les nageurs puissent faire correspondre études et sport de haut niveau (internat, suivi scolaire...).

## Palmarès
Le club a remporté huit titres de champion de France interclubs, tous chez les femmes des éditions 1999 à 2006.